# Tetraria eximia
Tetraria eximia är en halvgräsart som beskrevs av Charles Baron Clarke. Tetraria eximia ingår i släktet Tetraria och familjen halvgräs. Inga underarter finns listade i Catalogue of Life.